# Сокул (Александрув-Лодзький)
Спортивне товариство «Сокул» Александрув-Лодзький (пол. Towarzystwo Sportowe Sokół Aleksandrów Łódzki) — польський футбольний клуб з Александрува-Лодзького, заснований у 1998 році. Виступає у Третій лізі. Домашні матчі приймає на Міському стадіоні.